# Florian Lejeune
Pour les articles homonymes, voir Lejeune.
Florian Lejeune, né le 20 mai 1991 à Paris, est un footballeur français qui évolue au poste de défenseur central au Rayo Vallecano.

## Biographie

### Enfance et formation
Florian Lejeune commence le football dans différents clubs de sa ville natale : CFF Paris (1998), Ternes (1998-2000), RC France (2000-2005)
À treize ans, Florian rejoint les Béziers Cheminots puis, en 16 ans nationaux, le FC Sète. Non-retenu par les entraîneurs sètois, qui le trouvent « trop fragile », il rejoint le RCO Agde en CFA.
Son entraîneur en équipe réserve, Cyril Crama, décide de le faire passer du poste de milieu de terrain à celui de défenseur central où il arrive à mieux exprimer ses qualités. Son repositionnement réussi permet à la réserve agathoise de rester en division d'honneur. En fin de saison, il est appelé en équipe première et effectue sa première entrée en jeu à la 27e journée du championnat de CFA, puis marque deux buts lors de la 34e journée permettant aux Agathois d'obtenir le nul face à Fréjus-Saint-Raphaël. L'entraîneur des U19 ans agathois propose alors à Frédéric Arpinon, entraîneur de la réserve du FC Istres Ouest Provence de faire passer un essai à Florian Lejeune, essai qui se révèle concluant et il rejoint le club istréen en fin de saison 2008-2009.

### Professionnel à Istres et équipe de France
Florian Lejeune intègre le groupe professionnel dès son arrivée au FC Istres et fait ses débuts en Ligue 2 lors de la 18e journée, face au Tours FC puis s'impose comme titulaire.
Ses performances sont remarquées par Francis Smerecki sélectionneur en équipe de France des moins de 20 ans et il dispute, le 7 octobre 2010, son premier match sous les couleurs tricolores face au Portugal (3-3). En fin de saison, il fait partie du groupe sélectionné pour la coupe du monde U20 2011. En Colombie, il entre en jeu en quart-de-finale puis en demi-finales, aux côtés notamment d'Alexandre Lacazette. Les Français terminent quatrième de la compétition.
Sa bonne saison 2010-2011 avec le FC Istres le font suivre par de nombreux clubs français et étrangers. Le 29 avril 2011, il marque un but de 35 mètres à Vannes.

### Expérience mitigée à Villarreal

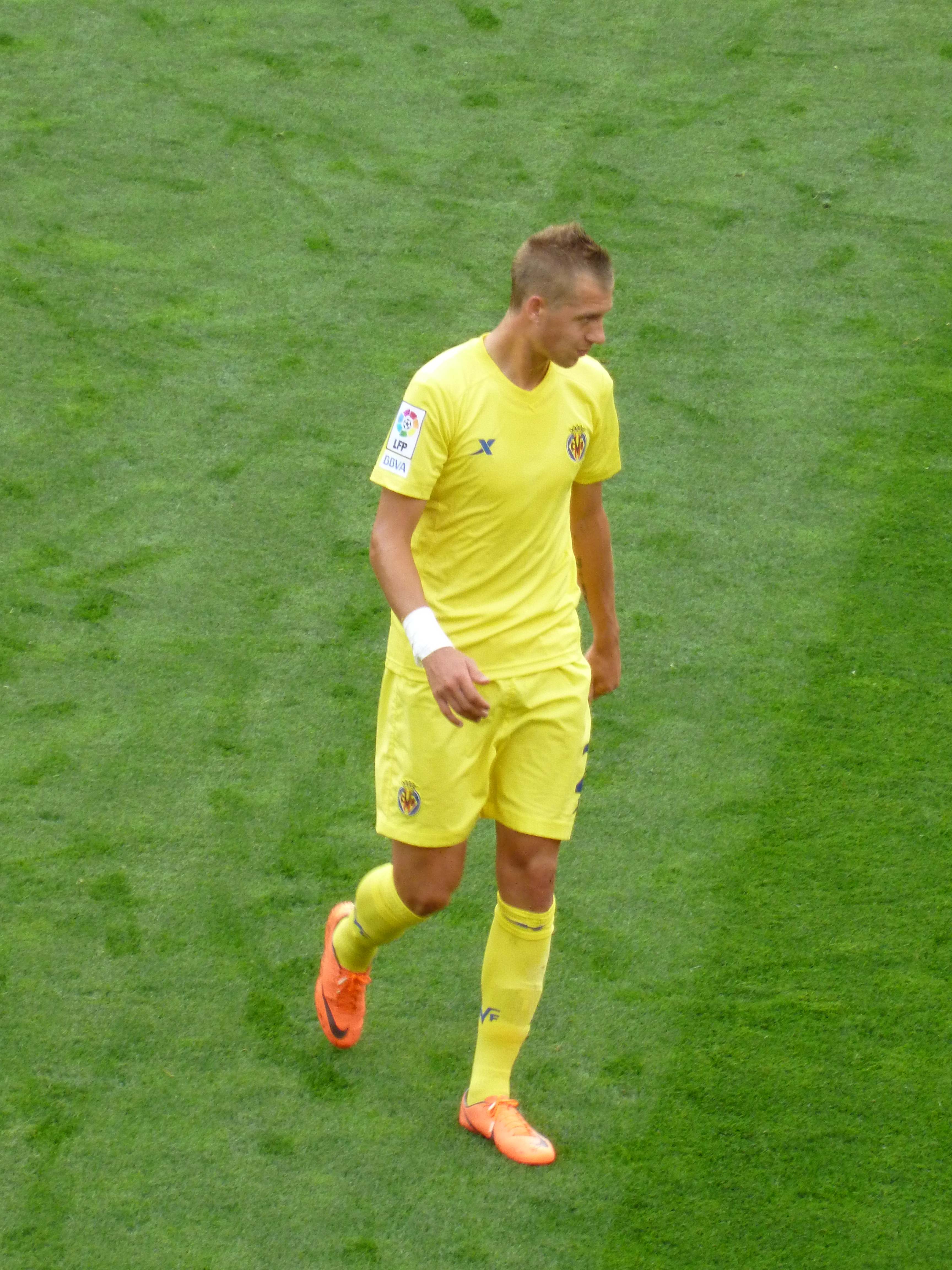
Lejeune avec le Villarreal CF B en 2011-2012.

Florian Lejeune décide, le 6 juillet 2011, de s'engager avec le Villarreal CF. À un an de la fin de son contrat avec le FC Istres, le transfert s'effectue sur une base de 1 000 000 d'euros. Peu utilisé au Villarreal CF, dont la défense centrale se compose de Cristián Zapata et Mateo Musacchio, il ne dispute lors de la saison 2011-2012 que deux rencontres de Liga avec l'équipe première et joue principalement en Liga Adelante avec l'équipe réserve. À la fin de la saison, l'équipe première est reléguée en D2.
Lors de la première partie de saison 2012-2013, il ne dispute que trois matchs de championnat avec l'équipe première.

### Retour en France et le Stade brestois

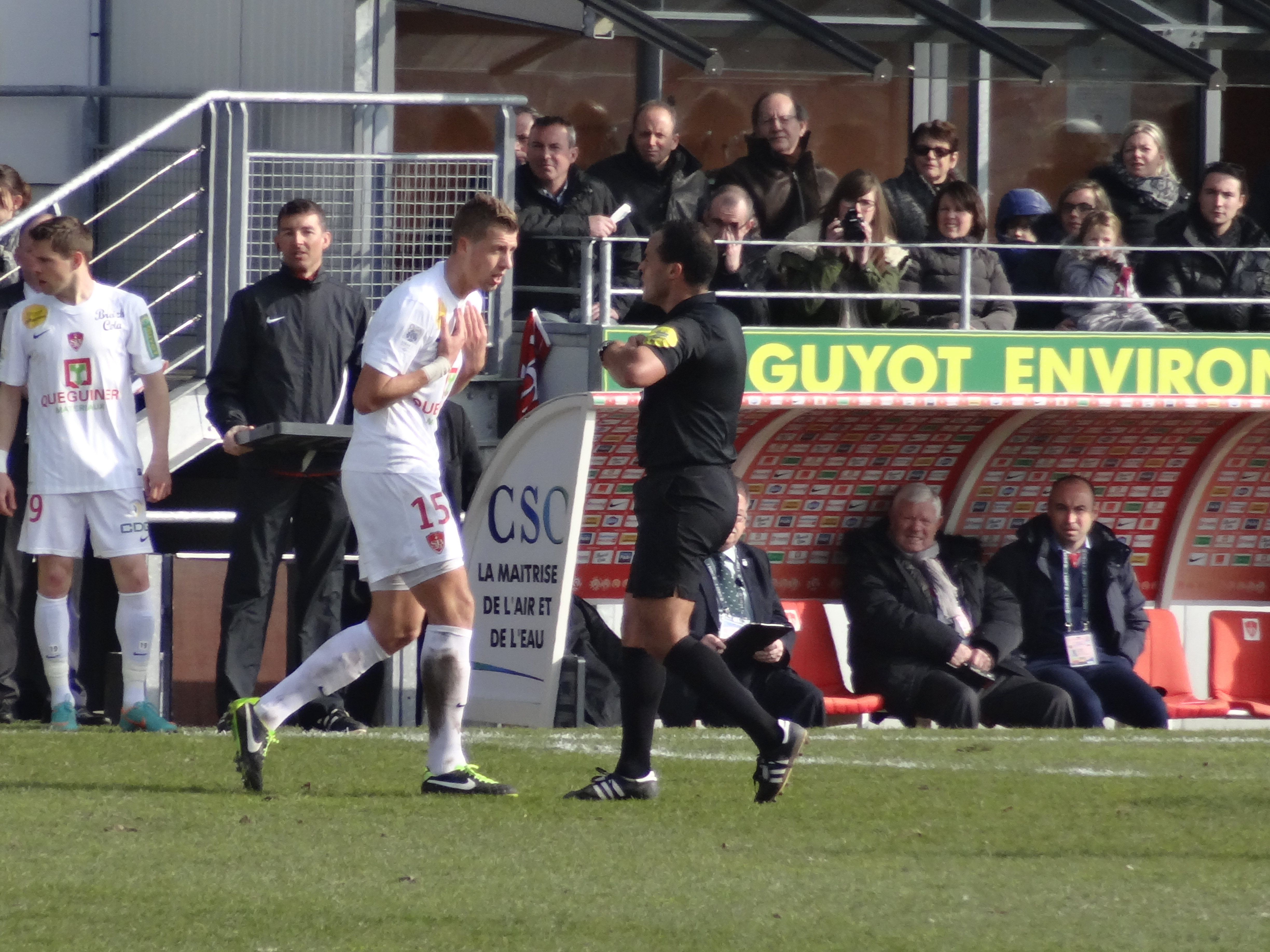
Lejeune en Ligue 1 en mars 2013.

En janvier 2013, il est prêté avec option d'achat au Stade brestois 29. Il dispute dix matches de Ligue 1 sur la seconde moitié de la saison.
Malgré la descente du club en Ligue 2, il s'engage pour un nouveau prêt d'une saison, mais ne parvient pas à s'imposer, l'entraîneur Alex Dupont ne comptant pas sur lui.

### À nouveau l'Espagne avec Gérone
Le 15 juillet 2014, Florian Lejeune, libéré de toute obligation contractuelle, s'engage avec le Girona FC, club catalan de deuxième division espagnole.
Auteur d'une bonne saison avec ce club, il signe, à l'été 2015, un contrat de quatre ans avec Manchester City et est immédiatement re-prêté au Girona FC, club de Liga Adelante. Avec le club, il rate de peu l'accession en première division et, à titre personnel, reçoit le trophée de meilleur défenseur du championnat.
Au début de la saison suivante, Manchester City lui propose de faire la préparation estivale avec l'équipe première mais, il préfère rejoindre la SD Eibar en première division espagnole.

### Confirmation à Newcastle
Après une saison à Eibar, Florian Lejeune s'engage pour cinq saisons en juillet 2017 avec le Newcastle United de Rafael Benitez.
Il connaît un premier exercice encourageant et dispute 24 matches en Premier League, malgré une absence de cinq semaines au milieu de la saison en raison d'un souci à une cheville.
Son exercice 2018-2019 est totalement gâchée par deux blessures successives à chaque genou. Ainsi, il est absent six mois de juillet 2018 à janvier 2019 à cause d'une rupture du ligament antérieur du genou droit, puis se blesse au genou gauche et est absent huit mois d'avril à décembre 2019.
Florian Lejeune est toujours à Newcastle pour la saison 2019-2020. Pour la première fois depuis ses quatorze ans, il reste plus de deux ans dans le même club. Le 21 janvier 2020 à Everton, Lejeune entre en jeu à la 70e minute et marque deux buts en 1 minute 30 dans le temps additionnel et permet d'arracher le point du match nul. Ce sont ses deux premiers buts avec Newcastle après 44 matches toutes compétitions confondues. 

### Retour en Liga
Le 11 septembre 2020, il est prêté au Deportivo Alavés où il retrouve la Liga qu'il avait quitté quelques années plus tôt.
Le 23 juillet 2021 le Deportivo Alavés lève l'option d'achat en déboursant la somme de 4,5 millions d'euros pour le recruter définitivement.
Il s'est engagé pour trois ans.

## Style de jeu
L'entraîneur de l'équipe réserve du RCO Agde, Cyril Crama, fait passer Florian Lejeune du poste de milieu de terrain à celui de défense central à son arrivée en 2008. Le longiligne défenseur (1,90 m, 81 kg) s'impose alors en professionnel.
José Pasqualetti, son entraîneur à Istres en 2010-2011, déclare en 2020 : « Je me souviens d'un garçon certes pas rapide, mais très intelligent dans son placement et au-dessus de tout le monde techniquement. Il avait aussi un excellent jeu de tête et une très grosse frappe du pied droit. Il a une super mentalité et c'est un gros bosseur, qui en veut énormément et est très agréable à entraîner. En plus, il peut aussi évoluer milieu défensif grâce à ses qualités de relance et sa vision du jeu. Il est assez complet et, à 28 ans, il a encore une belle marge de progression ».
Francis Smerecki, sélectionneur en équipe de France des moins de 20 ans, estime en 2010 qu'« il a une grosse présence physique. Sa force, c'est sa qualité de passe longue, du cou-de-pied. Mais il doit améliorer sa lecture tactique du jeu. »

## Distinctions
- Prix LFP du meilleur défenseur de la Liga Adelante 2015-2016 avec Girona FC

## Statistiques
Le tableau ci-dessous résume les statistiques en match officiel de Florian Lejeune depuis ses débuts de joueur professionnel,,.
| Saison                | Club                     | Championnat           | Championnat | Championnat | Coupe nationale | Coupe nationale | Coupe de la Ligue | Coupe de la Ligue | Barrages d'accession | Barrages d'accession | Sélection  | Sélection | Sélection | Total | Total |
| Saison                | Club                     | Division              | M.          | B.          | M.              | B.              | M.                | B.                | M.                   | B.                   | Équipe     | M.        | B.        | M.    | B.    |
| 2008-2009             | RCO Agde                 | CFA                   | 3           | 2           | -               | -               | -                 | -                 | -                    | -                    | -          | -         | -         | 3     | 2     |
| 2009-2010             | FC Istres                | Ligue 2               | 14          | 0           | -               | -               | -                 | -                 | -                    | -                    | -          | -         | -         | 14    | 0     |
| 2010-2011             | FC Istres                | Ligue 2               | 28          | 3           | 1               | 0               | 1                 | 0                 | -                    | -                    | France U20 | 5         | 1         | 35    | 4     |
| Sous-total            | Sous-total               | Sous-total            | 42          | 3           | 1               | 0               | 1                 | 0                 | 0                    | 0                    | -          | 5         | 1         | 49    | 4     |
| 2011-2012             | Villarreal CF            | Primera División      | 2           | 0           | -               | -               | -                 | -                 | -                    | -                    | France U20 | 2         | 0         | 4     | 0     |
| 2012-2013             | Villarreal CF            | Segunda División      | 3           | 0           | -               | -               | -                 | -                 | -                    | -                    | -          | -         | -         | 3     | 0     |
| Sous-total            | Sous-total               | Sous-total            | 5           | 0           | 0               | 0               | 0                 | 0                 | 0                    | 0                    | -          | 2         | 0         | 7     | 0     |
| 2011-2012             | Villarreal CF B          | Segunda División      | 27          | 2           | -               | -               | -                 | -                 | -                    | -                    | -          | -         | -         | 27    | 2     |
| 2012-2013             | Villarreal CF B          | Segunda División B    | 9           | 0           | -               | -               | -                 | -                 | -                    | -                    | -          | -         | -         | 9     | 0     |
| Sous-total            | Sous-total               | Sous-total            | 36          | 2           | 0               | 0               | 0                 | 0                 | 0                    | 0                    | -          | 0         | 0         | 36    | 2     |
| 2012-2013             | Stade brestois 29 (prêt) | Ligue 1               | 10          | 0           | 1               | 0               | -                 | -                 | -                    | -                    | -          | -         | -         | 11    | 0     |
| 2013-2014             | Stade brestois 29 (prêt) | Ligue 2               | 11          | 0           | 3               | 0               | 1                 | 0                 | -                    | -                    | -          | -         | -         | 15    | 0     |
| Sous-total            | Sous-total               | Sous-total            | 21          | 0           | 4               | 0               | 1                 | 0                 | 0                    | 0                    | -          | 0         | 0         | 26    | 0     |
| 2014-2015             | Girona FC                | Segunda División      | 38          | 4           | -               | -               | -                 | -                 | 2                    | 1                    | -          | -         | -         | 40    | 5     |
| 2015-2016             | Manchester City          | Premier League        | -           | -           | -               | -               | -                 | -                 | -                    | -                    | -          | -         | -         | 0     | 0     |
| 2015-2016             | Girona FC (prêt)         | Segunda División      | 38          | 3           | -               | -               | -                 | -                 | 3                    | 0                    | -          | -         | -         | 41    | 3     |
| Sous-total            | Sous-total               | Sous-total            | 76          | 7           | 0               | 0               | 0                 | 0                 | 5                    | 1                    | -          | 0         | 0         | 81    | 8     |
| 2016-2017             | SD Eibar                 | Primera División      | 34          | 1           | 3               | 0               | -                 | -                 | -                    | -                    | -          | -         | -         | 37    | 1     |
| Sous-total            | Sous-total               | Sous-total            | 34          | 1           | 3               | 0               | -                 | -                 | -                    | -                    | -          | 0         | 0         | 37    | 1     |
| 2017-2018             | Newcastle United         | Premier League        | 24          | 0           | -               | -               | -                 | -                 | -                    | -                    | -          | -         | -         | 24    | 0     |
| 2018-2019             | Newcastle United         | Premier League        | 12          | 0           | 1               | 0               | -                 | -                 | -                    | -                    | -          | -         | -         | 13    | 0     |
| 2019-2020             | Newcastle United         | Premier League        | 6           | 2           | 1               | 0               | -                 | -                 | -                    | -                    | -          | -         | -         | 7     | 2     |
| Sous-total            | Sous-total               | Sous-total            | 42          | 2           | 2               | 0               | 0                 | 0                 | 0                    | 0                    | -          | 0         | 0         | 44    | 2     |
| 2020-2021             | Deportivo Alavés (prêt)  | Primera División      | 34          | 1           | 2               | 0               | -                 | -                 | -                    | -                    | -          | -         | -         | 36    | 1     |
| 2021-2022             | Deportivo Alavés         | Primera División      | 30          | 0           | 1               | 0               | -                 | -                 | -                    | -                    | -          | -         | -         | 31    | 0     |
| Sous-total            | Sous-total               | Sous-total            | 64          | 1           | 3               | 0               | 0                 | 0                 | 0                    | 0                    | -          | 0         | 0         | 67    | 1     |
| 2022-2023             | Rayo Vallecano (prêt)    | Primera División      | -           | -           | -               | -               | -                 | -                 | -                    | -                    | -          | -         | -         | 0     | 0     |
| Sous-total            | Sous-total               | Sous-total            | 0           | 0           | 0               | 0               | 0                 | 0                 | 0                    | 0                    | -          | 0         | 0         | 0     | 0     |
| Total sur la carrière | Total sur la carrière    | Total sur la carrière | 326         | 18          | 13              | 0               | 2                 | 0                 | 5                    | 1                    | -          | 7         | 1         | 353   | 20    |